# Rudi Keller
Rudi Keller (* 4. Oktober 1942 in Mannheim) ist ein deutscher Linguist.

## Werdegang
Rudi Keller studierte von 1964 bis 1969 an der Universität Heidelberg Germanistik und Kunstgeschichte. 1978 habilitierte er in Düsseldorf für das Fach Germanistische Linguistik. Von 1978 bis 2010 war er Universitätsprofessor am Germanistischen Seminar der Heinrich-Heine-Universität Düsseldorf. Seine Forschungsgebiete sind der Sprachwandel, die Zeichentheorie und die Unternehmenskommunikation.
Von 1992 bis 1994 war er Vorsitzender der Deutschen Gesellschaft für Sprachwissenschaft. Dekan der Philosophischen Fakultät der Heinrich-Heine-Universität Düsseldorf war er von 1994 bis 1998. Seit 1996 ist er Juror für das Segment „Sprache“ in dem jährlichen Wettbewerb Der beste Geschäftsbericht des Manager Magazin.

## Werke (Auswahl)
- Über den Begriff der Präsupposition. (Diss. Heidelberg 1974) Pädagogischer Verlag Schwann, Düsseldorf 1975, ISBN 3-590-15706-2.
- Zeichentheorie. Zu einer Theorie semiotischen Wissens. Tübingen – Basel, Francke 1995 (UTB 1849), ISBN 3-8252-1849-X.
- Bedeutungswandel. Eine Einführung. Mit Ilja Kirschbaum. de Gruyter, Berlin 2003, ISBN 978-3-11-017667-4.
- Der Geschäftsbericht. Überzeugende Unternehmenskommunikation durch klare Sprache und gutes Deutsch. Gabler, Wiesbaden 2006, ISBN 978-3-8349-0163-7.
- Sprachwandel. Von der unsichtbaren Hand in der Sprache. 4. unveränderte Auflage. Francke, Tübingen u. a. 2014, ISBN 978-3-8252-4253-4, (UTB für Wissenschaft – Uni-Taschenbücher – Linguistik 1567).